# Missionaries in Darkest Africa
Pour plus de détails, voir Fiche technique et Distribution.
Missionaries in Darkest Africa est un film américain sorti en 1912, réalisé en Egypte durant l'hiver 1912 par Sidney Olcott avec Robert G. Vignola et Gene Gauntier dans les rôles principaux.

## Fiche technique
- Réalisation : Sidney Olcott
- Scénario : Gene Gauntier
- Photographie : George K. Hollister
- Décors : Allen Farnham
- Production : Kalem
- Distribution : General Film Company
- Longueur : 1 057 pieds
- Date de sortie :

## Distribution
- Robert G. Vignola : révérend Elbert Lawrence
- Gene Gauntier : Faith
- Jack J. Clark : le chef sauvage

## Anecdotes
Le film a été tourné en Égypte, à Louxor, lors du premier trimestre 1912.